# 佐藤大翔
佐藤 大翔（さとう ひろと、1993年11月15日 -）は、北海道釧路市出身のプロアイスホッケー選手。ポジションはディフェンス。アジアリーグアイスホッケーのH.C.栃木日光アイスバックスに所属。

## 経歴
武修館高校から東洋大学に進学し、同校のアイスホッケー部でプレー。
2014年にアジアリーグアイスホッケーの日光アイスバックスに入団している。
2023-2024シーズンはシーズン中の2023年10月31日に11月に苫小牧市にて実施されたアイスホッケー男子日本代表の国内合宿の参加メンバーに選出された。また、12月には横浜市で開催された第91回全日本アイスホッケー選手権大会にアイスバックスの選手として参加。アイスバックスは優勝を果たし、佐藤自身も優勝を経験することになった。2024年1月16日に苫小牧市のnepiaアイスアリーナと安平町の安平町スポーツセンターにて実施されたアイスホッケー男子日本代表の国内合宿の参加メンバーに選出された。1月29日にハンガリーのブダペストで開催されたミラノ・コルティナダンペッツォオリンピックの3次予選と事前合宿の参加メンバーに選出された。
オフの2024年4月8日に安平町の安平町スポーツセンターで開催されたアイスホッケー男子日本代表の選考合宿に参加するメンバーに選出された。4月16日にイタリアのボルツァーノで開催された2024 IIHF 男子世界選手権 ディビジョンI グループAの日本代表に選出された。5月22日にアイスバックスと契約を更新した。
2024-2025シーズンはシーズン開幕前の2024年7月1日に苫小牧市のnepiaアイスアリーナでのアイスホッケー男子日本代表の代表選考合宿に招集された。8月1日にデンマークのオールボーで開催されるミラノ・コルティナダンペッツォオリンピックの最終予選と事前合宿の日本代表に選出された。

## 国際大会
ジュニア世代の 2012年アイスホッケーU20アイスホッケー・チャレンジカップ・オブ・アジアで国際大会に初出場、MHLレッドスターに次ぐ準優勝を日本にもたらした。翌年の2013年U20ワールドカップディビジョンIIに参加、その活躍から最優秀ディフェンダーから選ばれた。
フル代表初出場は2017年アジア冬季競技大会で、カザフスタン、韓国の後塵を拝し、銅メダルに終わった。また同年、世界選手権大会のディビジョンIにも初出場している。2025年アジア冬季競技大会代表にも選出されたが、またもカザフスタンに屈し銀メダルで終わった。

## 詳細情報

### 個人成績
(2016-17シーズン終了後)

### 受賞歴
- 2012年：2012年アイスホッケーU20チャレンジカップアジア - 銀メダル
- 2013年：U20世界選手権ディビジョンIIグループAからディビジョンIグループBへ昇格
- 2013年：U20世界選手権ディビジョンIIグループAの最優秀ディフェンダーに選出。
- 2017年：アジア冬季競技大会 - 銅メダル
- 2026年ミラノ・コルティナダンペッツォオリンピック3次予選日本代表（2024年）
- 2024 IIHF 男子世界選手権 ディビジョンI グループA 日本代表
- 2026年ミラノ・コルティナダンペッツォオリンピック最終予選日本代表（2024年）